# Albert Hyzler
Albert Victor Hyzler (Valletta, 20 novembre 1916 – 26 ottobre 1993) è stato un politico maltese, Presidente della Repubblica di Malta ad interim dal 27 dicembre 1981 al 15 febbraio 1982.